# Passion Conferences
Passion Conferences (também chamada The 268 Generation) é uma organização  cristã evangélica que organiza conferências e um festival de música cristã contemporânea para jovens. A conferência principal ocorre durante três dias em Atlanta, Geórgia.

## História
Em 1985, Louie Giglio e sua esposa Shelley fundaram o "Choice Ministries" na Baylor University. 
Em 1997, foi realizada a primeira edição de "Passion Conferences".  
Em 2008, o Passion Conferences começou a se apresentar em outros países do mundo. 
A organização também arrecada fundos para causas. Em particular, levantou US $ 3,1 milhões para International Justice Mission para combater tráfico humano em 2012. 
Em 2017, 50.000 jovens participaram da conferência em Georgia Dome.  Em 2025, eles reuniram 40.000 pessoas em dois eventos separados. 